# Постановление Политбюро ЦК ВКП(б) Об опере «Великая дружба»
Постановление Политбюро ЦК ВКП(б) Об опере «Великая дружба» В. Мурадели от 10 февраля 1948 г. было опубликовано в газете «Правда» 11 февраля 1948. Постановление осуждало формализм в музыке и объявляло оперу Вано Мурадели «Великая дружба» (1947) «порочным антихудожественным произведением». Кроме того, в частности, утверждалось: «Исторически фальшивой и искусственной является фабула оперы, претендующая на изображение борьбы за установление советской власти и дружбы народов на Северном Кавказе в 1918—1920 гг. Из оперы создается неверное представление, будто такие кавказские народы, как грузины и осетины, находились в ту эпоху во вражде с русским народом, что является исторически фальшивым, так как помехой для установления дружбы народов в тот период на Северном Кавказе являлись ингуши и чеченцы».
Было постановлено:
1. Осудить формалистическое направление в советской музыке, как антинародное и ведущее на деле к ликвидации музыки.
2. Предложить Управлению пропаганды и агитации ЦК и Комитету по делам искусств добиться исправления положения в советской музыке, ликвидации указанных в настоящем постановлении ЦК недостатков и обеспечения развития советской музыки в реалистическом направлении.
3. Призвать советских композиторов проникнуться сознанием высоких запросов, которые предъявляет советский народ к музыкальному творчеству, и, отбросив со своего пути все, что ослабляет нашу музыку и мешает её развитию, обеспечить такой подъём творческой работы, который быстро двинет вперед советскую музыкальную культуру и приведет к созданию во всех областях музыкального творчества полноценных, высококачественных произведений, достойных советского народа.
4. Одобрить организационные мероприятия соответствующих партийных и советских органов, направленные на улучшение музыкального дела.

Несколько ранее был утвержден секретный вариант Постановления, включавший более конкретные пункты. Согласно этому варианту, в том числе:
- председатель Комитета по делам искусств при Совмине Михаил Храпченко был отстранён от должности;
- Оргкомитет Союза советских композиторов был обвинён как «рассадник формалистического, антинародного направления в современной музыке», в «зажиме критики и самокритики», в содействии «безудержному восхвалению произведений небольшой группы композиторов в угоду приятельским отношениям»;
- ввиду вышеизложенной критики Оргкомитет Союза советских композиторов и его президиум были распущены. Арам Хачатурян, Вано Мурадели и Левон Атовмьян отстранены от руководящей работы в Союзе композиторов. Председателем нового Оргкомитета Союза композиторов назначен Борис Асафьев, в секретариат вошли Тихон Хренников (генеральный секретарь), Мариан Коваль и Владимир Захаров;
- Состав музыкальной секции Комитета по Сталинским премиям был заменён (председателем и заместителем были назначены Борис Асафьев и Тихон Хренников). В том числе в секцию были введены (без конкретизации) деятели музыки от союзных республик.

В течение нескольких недель между утверждением секретного варианта Постановления и публикацией открытого производились проверки музыкантов, в особенности композиторов-формалистов (Дмитрий Шостакович, Виссарион Шебалин и другие), Музгиза.
После Постановления организационная и музыкальная деятельность многих крупных советских композиторов была ограничена.
Постановление ЦК КПСС от 28 мая 1958 Об исправлении ошибок в оценке опер «Великая дружба», «Богдан Хмельницкий», «От всего сердца»  утверждало, что Постановление 1948 года «в целом сыграло положительную роль в развитии советского музыкального искусства», однако признавало, что:

оценки творчества отдельных композиторов, данные в этом постановлении, в ряде случаев были бездоказательными. В опере В. Мурадели «Великая дружба» имелись недостатки, которые заслуживали деловой критики, однако они не давали оснований объявлять оперу примером формализма в музыке. Талантливые композиторы тт. Д. Шостакович, С. Прокофьев, А. Хачатурян, В. Шебалин, Г. Попов, Н. Мясковский и др., в отдельных произведениях которых проявлялись неверные тенденции, были огульно названы представителями антинародного формалистического направления.

В постановлении, вопреки историческим фактам, было допущено в связи с критикой оперы Мурадели искусственное противопоставление одних народов Северного Кавказа другим. Некоторые неверные оценки в указанном постановлении отражали субъективный подход к отдельным произведениям искусства и творчества со стороны И. В. Сталина.